# Sully (Saona y Loira)
Sully es una comuna y población de Francia, en la región de Borgoña, departamento de Saona y Loira, en el distrito de Autun y cantón de Épinac.
Su población en el censo de 1999 era de 561 habitantes.
Está integrada en la Communauté de communes de la Vallée de la Drée.

## Demografía
| 629 | 545 | 514 | 573 | 579 | 561 |
| Para los censos de 1962 a 1999 la población legal corresponde a la población sin duplicidades (Fuente: INSEE [Consultar]) |     |     |     |     |     |

## Lugares y monumentos
- Castillo de Sully (siglos XVI a XIX). En él nació el 13 de julio de 1808 Patrice de Mac Mahon. Actualmente (2007) es propiedad de la duquesa de Magenta.

## Personalidades vinculadas
- Patrice de Mac Mahon, duque de Magenta, príncipe de Solférino, nació el 13 de julio de 1808 en el castillo de Sully. Falleció el 8 de octubre de 1893.